# Anadara grandis
Anadara grandis är en musselart som först beskrevs av William John Broderip och Sowerby 1829.  Anadara grandis ingår i släktet Anadara och familjen Arcidae. Inga underarter finns listade i Catalogue of Life.